# العلاقات البيروية الكرواتية
العلاقات البيروفية الكرواتية هي العلاقات الثنائية التي تجمع بين بيرو وكرواتيا.

## مقارنة بين البلدين
هذه مقارنة عامة ومرجعية للدولتين:
| وجه المقارنة                                              | بيرو                                   | كرواتيا                                                  |
| --------------------------------------------------------- | -------------------------------------- | -------------------------------------------------------- |
| المساحة (كم2)                                             | 1.29 مليون                             | 56.59 ألف                                                |
| عدد السكان (نسمة)                                         | 32.16 مليون                            | 4.11 مليون                                               |
| الكثافة السكانية (ن./كم²)                                 | 24.93                                  | 72.63                                                    |
| العاصمة                                                   | ليما                                   | زغرب                                                     |
| اللغة الرسمية                                             | اللغة الإسبانية، اللغة الأيمرية، كتشوا | اللغة الكرواتية                                          |
| العملة                                                    | سول بيروفي جديد                        | كونا كرواتية                                             |
| الناتج المحلي الإجمالي (بليون دولار)                      | 211.39 مليار                           | 54.85 مليار                                              |
| الناتج المحلي الإجمالي (تعادل القوة الشرائية) بليون دولار | 393.13 مليار                           | 94.64 مليار                                              |
| الناتج المحلي الإجمالي الاسمي للفرد دولار أمريكي          | 6.03 ألف                               | 11.54 ألف                                                |
| الناتج المحلي الإجمالي للفرد دولار أمريكي                 | 11.99 ألف                              | 21.64 ألف                                                |
| مؤشر التنمية البشرية                                      | 0.740                                  | 0.818                                                    |
| رمز المكالمات الدولي                                      | +51                                    | +385                                                     |
| رمز الإنترنت                                              | .pe                                    | .hr                                                      |
| المنطقة الزمنية                                           | توقيت بيرو، 00                         | توقيت وسط أوروبا، ت ع م+01:00، ت ع م+02:00، أوروبا/زغرب ‏ |

## مدن متوأمة
في ما يلي قائمة باتفاقيات التوأمة بين مدن بيروفية وكرواتية:
- ترتبط سيرو دي باسكو مع دوبروفنيك باتفاقية توأمة.

## منظمات دولية مشتركة
يشترك البلدان في عضوية مجموعة من المنظمات الدولية، منها:
| علم المنظمة | اسم المنظمة                               | تاريخ انضمام بيرو | تاريخ انضمام كرواتيا |
| ----------- | ----------------------------------------- | ----------------- | -------------------- |
|             | مؤسسة التنمية الدولية                     | 30 أغسطس 1961     | 25 فبراير 1993       |
|             | يونسكو                                    | 21 نوفمبر 1946    | 1 يونيو 1992         |
|             | وكالة ضمان الاستثمار متعدد الأطراف        | 2 ديسمبر 1991     | 19 مارس 1993         |
|             | الأمم المتحدة                             | 31 أكتوبر 1945    | 22 مايو 1992         |
|             | الفريق المعني برصد الأرض                  | ?                 | ?                    |
|             | الاتحاد البريدي العالمي                   | ?                 | ?                    |
|             | البنك الدولي للإنشاء والتعمير             | 31 ديسمبر 1945    | 25 فبراير 1993       |
|             | المنظمة الهيدروغرافية الدولية             | ?                 | ?                    |
|             | الاتحاد الدولي للاتصالات                  | 12 يوليو 1915     | 3 يونيو 1992         |
|             | منظمة حظر الأسلحة الكيميائية              | ?                 | ?                    |
|             | مؤسسة التمويل الدولية                     | 20 يوليو 1956     | 25 فبراير 1993       |
|             | المركز الدولي لتسوية المنازعات الاستشارية | 8 سبتمبر 1993     | 22 أكتوبر 1998       |
|             | منظمة التجارة العالمية                    | ?                 | ?                    |
|             | منظمة الشرطة الجنائية الدولية             | ?                 | ?                    |

## أعلام
هذه قائمة لبعض الشخصيات التي تربطها علاقات بالبلدين:
- راؤول رويدياز (لاعب كرة قدم بيروفي، 25 يوليو 1990[22] – )
- رينزو شيبوت (11 أغسطس 1980 – )

## وصلات خارجية
- موقع وزارة الخارجية البيروفية
- موقع وزارة الخارجية الكرواتية